# Imperio bizantino bajo la dinastía justiniana
El Imperio bizantino alcanzó su primera edad dorada bajo la dinastía de Justiniano, que comenzó en el año 518 d. C. con la llegada al trono del emperador Justino I. Bajo la dinastía de Justiniano, particularmente durante el reinado de Justiniano I, el Imperio logró alcanzar su mayor extensión territorial desde el año 476 d. C. cuando la caída de su contraparte occidental, logrando reincorporar al Imperio las provincias de el norte de África, el sur de la región de Iliria, el sur de España e Italia. La dinastía de Justiniano terminó en el 602 d. C. con la deposición de Mauricio y la ascensión de su sucesor, Focas.

## Justino I (518-527)

### Primeros años y ascensión al trono
La dinastía de Justiniano comenzó con la ascensión al trono de su homónimo Justino I. Justino I nació en un pequeño pueblo, Bederiana, en el año 450 d. C. Como muchos jóvenes que vivían en zonas rurales, viajó a Constantinopla y se alistó en el ejército, donde, debido a sus habilidades físicas, pasó a formar parte de los Excubitores, los guardias de palacio real. Luchó en las guerras de Isauria y Persia, y fue ascendiendo de rango hasta ser nombrado comandante de los Excubitores, que era una posición muy influyente dentro del Imperio. En este tiempo, también consiguió el cargo de senador. Después de la muerte del emperador Anastasio, quien no había dejado un heredero oficial, hubo mucha disputa sobre quién se convertiría en emperador. Para decidir quién ascendería al trono, se convocó una gran reunión en el hipódromo de Constantinopla. El Senado bizantino, a su vez, convocó una reunión en el gran salón del palacio. Como el Senado quería evitar por completo la participación e influencias externas, se les presionó para que seleccionaran rápidamente a un candidato al trono; sin embargo, no consiguieron llegar a un acuerdo. Durante el debate se propusieron varios candidatos, pero cada uno de ellos fue rechazado por diferentes razones. Después de mucho discutir, el Senado decidió nombrar a Justino; y fue coronado por el patriarca de Constantinopla, Juan II de Capadocia, el día 10 de julio.

### Reinado

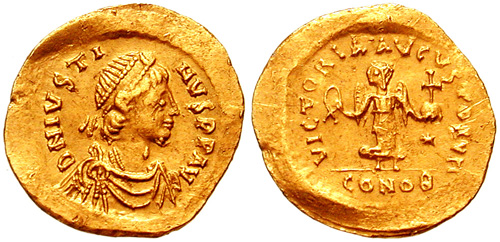
Una moneda que lleva la imagen del busto de Justino I.

Justino había nacido en una provincia latina, por lo que hablaba muy poco griego; y era casi completamente analfabeto. Como tal, se rodeó de muchos asesores intelectuales y eruditos, el más notable de ellos fue su sobrino, Justiniano. Justiniano presuntamente ejerció una gran influencia sobre su tío y algunos historiadores, como Procopio de Cesarea, lo ponen a él como el verdadero poder detrás del trono. Después de su ascensión, Justino eliminó a aquellos que habían sido candidatos al trono; dos fueron ejecutados y tres fueron castigados con la muerte o el exilio. A diferencia de la mayoría de los emperadores anteriores, que eran monofisitas, Justino era un devoto cristiano ortodoxo. Los monofisitas y los ortodoxos llevaban mucho tiempo en conflicto, discutiendo sobre las naturalezas duales de Cristo. Los anteriores emperadores habían apoyado, en mayor o menor medida, la posición de los monofisitas, que estaba en contradicción directa con las enseñanzas ortodoxas del papado romano, y esta lucha culminó en la cisma de Acacia. Justino, como ortodoxo, junto al nuevo patriarca, Juan de Capadocia, se dedicaron a reparar las relaciones con Roma de inmediato. Después de delicadas negociaciones, la Cisma de Acacia terminó el mes de marzo del año 519. Después de este conflicto y revisión eclesiástica inicial, el resto del reinado de Justino se dio de manera mayormente pacífica y tranquila. En el 525, tal vez ante la insistencia de Justiniano, Justino derogó una ley que brindaba la posibilidad a los funcionarios de la corte casarse con personas de clase social baja. Esto permitió que Justiniano se casara con Teodora, que era de baja posición social. En sus últimos años, el conflicto aumentó en torno al Imperio. Hubo un aumento de los conflictos con el Reino Ostrogodo en la península itálica. Su rey, Teodorico el Grande, sospechaba de los complots de los bizantinos; y se volvió contra la clase senatorial romana, llegando incluso a ejecutar al filósofo Boecio, que intentaba poner fin a la persecución. Sin embargo, Teodorico murió en el 526, lo que significó el fin de la persecución. El Imperio Sasánida, asimismo, reanudó las hostilidades con los bizantinos, y se inició la Guerra de Iberia en el este; que no llegaría a su conclusión hasta el reinado de Justiniano. En el año 527, Justino nombró a Justiniano coemperador después de haberse enfermado gravemente. Justino se recuperó de la enfermedad, sin embargo, varios meses después, murió a causa de una úlcera de una herida que se había hecho hace años; y Justiniano logró ascender al trono.

## Justiniano I (527-565)
El poder de la dinastía brilló bajo el comando de Justiniano I. Después de los sangrientos disturbios de Niká, Justiniano reconstruyó la ciudad y reformó la ley con el famoso "Código de Justiniano".
Justiniano estaba en conflicto con Persia, había heredado la guerra del mandato de su tío, Justino I. Justiniano decidió mantener la guerra y logró enviar una brigadas río abajo, hasta el Éufrates, pero la incursión se estancó y perdió lo que podría haber sido una fortaleza estrategia en un devastadora derrota. Esta situación de impasse llevó a Justiniano a negociar una "paz eterna" en la que acordó pagar once mil libras de oro a cambio del cese de las hostilidades y la defensa de varios pasos de montaña.
Luego de que la guerra finalizó, se dispuso a cumplir su sueño: Reconstruir el Imperio Romano. Bajo sus órdenes, quien era su general favorito, Belisario, comenzó a reconquistar el antiguo territorio romano, comenzando con la tribu de los vándalos .
Los Vándalos, después de haberse agenciado el dominio de la región norte de África desde la caída del Imperio Romano Occidental, se habían vuelto despreocupados e ingenuos; su ejército, a pesar de tener el doble de tamaño que los 15.000 hombres guiados por Belisario, estaba pésimamente entrenado y muy mal equipado como para hacer frente a la amenaza imperial. El rey vándalo, Gelimer, intentó rodear a los bizantinos en la batalla de Ad Decimum; aunque consiguió repeler con éxito las tropas de Belisario, se volvió histérico al encontrar el cuerpo de su hermano muerto. Belisario reunió a sus hombres restantes y rompió a la banda desorganizada de los vándalos, ahora mal comandados. Belisario pasó a capturar Cartago y los bizantinos se consagraron con la victoria.
Justiniano recordaría al victorioso Belisario. En Italia, las disputas internas entre los gobernantes ostrogodos le dieron a Justiniano la oportunidad perfecta para una invasión y envió a Belisario a Sicilia con 7500 hombres. Belisario llegó y solo tuvo que hacerle frente a una única resistencia notoria. Luego se trasladó a la Italia continental. Después de acabar con un motín en la región del norte de África que había sido recientemente conquistada, Belisario desembarcó en la Italia continental; encontrando, nuevamente, poca resistencia efectiva. Sin embargo, la guarnición gótica de Nápoles resistió, pero después de haber aguantado varios meses de asedio, Belisario triunfó y saqueó la ciudad. Después de más disputas internas de índole dinásticas que resultaron en la muerte de dos reyes, el Papa invitó a Belisario a Roma mientras el rey estaba en Rávena. Al enterarse de esta ofrenta, el rey godo, Vitiges, envió una gran fuerza, algunas fuentes dicen que la fuerza llegó a 150.000 hombres, para sitiar Roma. Belisario había estado fortificando Roma y se produjo un asedio. Un año y nueve días después, después de un asedio que lo dejó debilitado, Vitiges había mostrado su total incapacidad militar como rey y Belisario demostró ser un líder brillante. El ejército godo luego se movilizó para sitiar Rimini, que sufrió debido a la falta de alimentos. Narsés, otro general bizantino, fue llamado para acudir en su auxilio y usó su influencia para ayudar a Belisario a romper el sitio. Después de una masacre en Milán, se revelaron rupturas en la cadena de mando de Narsés; según una carta del propio Belisario, Narsés fue llamado por Justiniano. A partir de entonces, la campaña se convirtió en una guerra de desgaste, siendo los asedios el principal escenario de esta, que llegaría a su fin después de que Belisario fingiera aceptar una oferta enemiga para convertirse en emperador romano occidental.  Marchó hacia la ciudad sin resistencia enemiga de por medio, la ocupó y luego ejecutó al rey Vitiges.
Belisario fue llamado de a retirarse de Italia para ser enviado inmediatamente al frente persa, donde, a pesar de los intentos por mantener la paz, había estallado una guerra nuevamente. Durante este período donde las fuerzas bizantinas se concentraban en otro frente, los ostrogodos recuperaron gran parte de Italia. Después de que el frente persa se calmara, y los persas hicieran un juramento sobre nunca volver a batallar contra los bizantinos, Belisario volvió a tomar Italia y capturó el sur de España en una guerra que duró 18 años.
Las guerras de reconquista de Justiniano habían expandido en gran medida el imperio, incluyendo las antiguas provincias romanas de la Península Italia, la provincia de Bética y África Proconsularis. Estas adiciones hicieron que el Imperio Bizantino extendiera su territorio al punto máximo de su historia.

## Justino II (565-578)
Después de la costosa reconquista militar de Justiniano y los extensos programas de reconstrucción, la tesorería del imperio quedó vacía. La cuestión financiera debilitó al Imperio; y obligó al nuevo emperador, Justino II, a suspender por completo el pago a los ávaros. Mientras los bizantinos estaban distraídos con los persas, las hordas lombardas guiadas por el rey Alboino invadieron Italia y pronto conquistaron la mayor parte de la península. Las guerras posteriores con los persas no fueron bien en la zona siria. Justino II padeció fuertes enfermedades mentales con incontrolables accesos de ira, al punto que mordía a sus visitantes e incluso intentaba arrojarse por las ventanas del palacio; esta condición lo llevó a su muerte en el año 578.

El Imperio, próximo al final del reinado de Flavio Mauricio, tras sufrir el deterioro desde el final de las reconquistas de Justiniano.

## Tiberio II (578-582)
Tiberio II fue el sucesor Justino II. Su reinado de tan solo cuatro años estuvo marcado por la debilidad imperial debido a que el Imperio se encontraba ''saturado''. A pesar de esto, reforzó Ravena y sus generales triunfaron contra los persas en las batallas libradas en Armenia, también obtuvieron la victoria contra los Bereberes en el norte de África . A su vez, los eslavos comenzaron a emigrar hasta Grecia. El emperador, ya agotado, se quedó sin dinero y no pudo brindarle el salario a los soldados del Ejército del Este que estaban luchando contra los persas, y amenazaron con amotinarse. Como sus fuerzas se desplegaron en otros lugares, los ávaros se aprovecharon de la situación y obligaron a Tiberio a abandonar la ciudadio, que representaba una posición estratégica. Después de este contratiempo, Tiberio ingirió comida en mal estado, también se dice que los alimentos podían haber sido envenenados intencionalmente, enfermó gravemente y murió sin hijos varones, lo que llevaría al imperio a un debate interno sobre quien sería el sucesor elegido, los candidatos eran Mauricio y Germánico, quienes habían sido previamente nombrados césares por el ahora difunto emperador. Mauricio sería quien finalmente ascendería al trono.

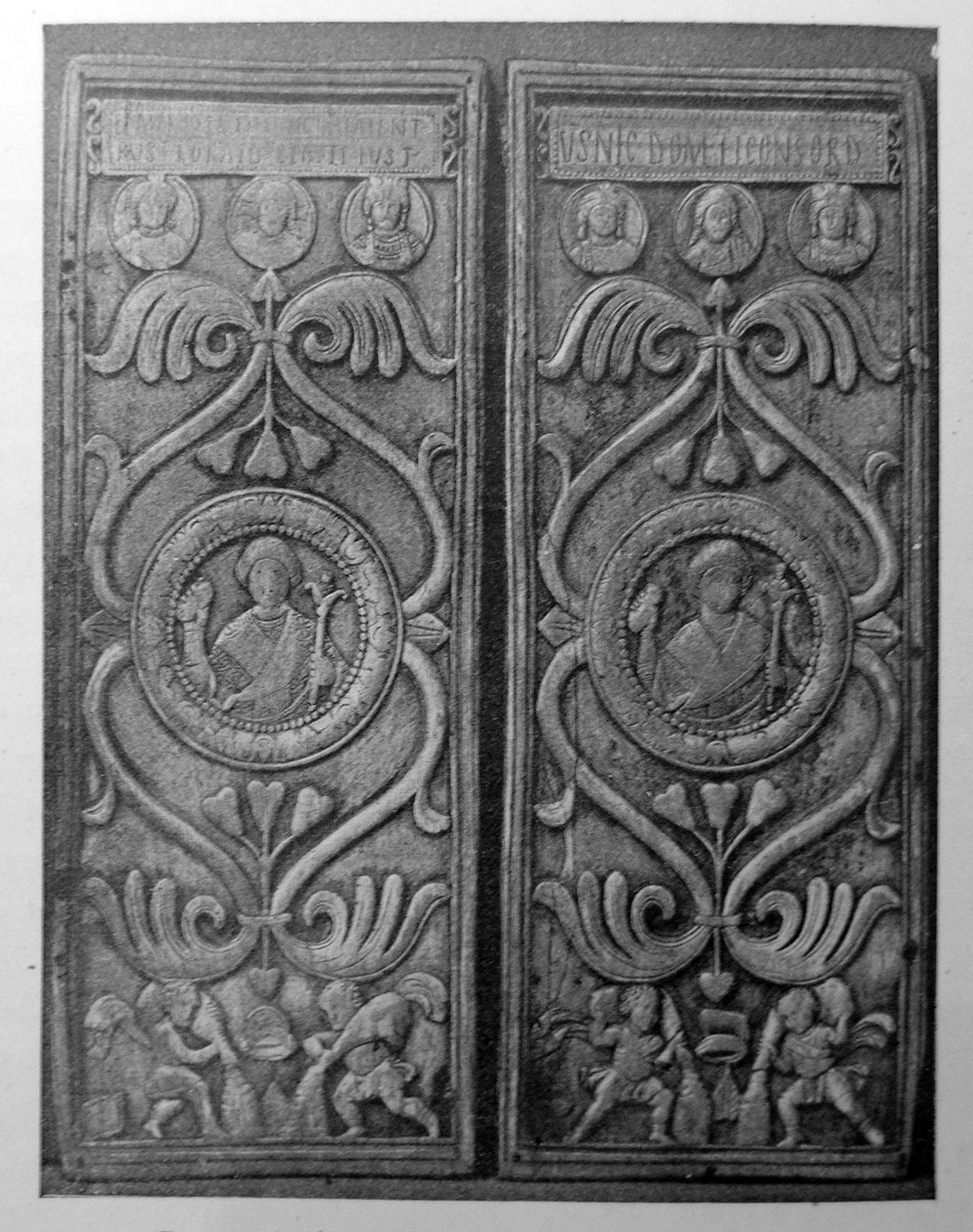
Díptico consular (540) de Justino, hijo de Germano, primo de Justiniano.

## Mauricio (582-602)
Mauricio sería el quinto y último emperador bizantino de la dinastía de Justiniano, pero se suele situar su lugar de origen como la región de Armenia, comenzó su carrera en Constantinopla como notario. Con el tiempo se labró un nombre y subió de rango, siendo nombrado secretario de la guardia personal imperial y, en el año 577 d. C., fue nombrado comandante en jefe del ejército. Él, después de una muy dura campaña en Oriente, en el contexto de la guerra bizantino-sasánida de 572-591, fue ascendido al rango de patricio. En el 582 se casó con la hija del emperador y lo sucedió en el trono a la edad de cuarenta y tres años.
El reinado de Mauricio estuvo marcado por los constantes problemas económicos. Mauricio ascendió al trono y tuvo que gobernar un imperio completamente en bancarrota, y este estado financiero se prolongó hasta más allá del final de su reinado. También heredó problemas de índole militar: Los eslavos continuaban migrando al imperio, a menudo de formas violentas; el control imperial sobre Italia iba en camino a derrumbarse por completo; también tenía que continuar la guerra con Persia en la que había estado invirtiendo recursos durante toda su carrera militar. Esta guerra también se luchó con dificultades monetarias, lo que condujo a un gran motín en el 588; sin embargo, la disputa por el dinero se resolvió en la primavera del año siguiente. Durante el motín, comenzó una guerra civil entre facciones rivales en Persia, y entonces el emperador Mauricio aprovechó esa oportunidad. Dio su apoyo a Cosroes II  en Persia y logró hacerse con el trono. Este gesto marcó el fin definitivo de la guerra bizantino-sasánida de 572-591.
Mauricio entonces se centró en los Balcanes, que, después de haber sufrido una década de negligencia total por parte del ejército, habían quedado completamente devastados por los eslavos. Estando en el punto de mira del ejército imperial, los bizantinos hicieron retroceder a los eslavos, los expulsaron del imperio y luego saquearon sus tierras más allá del Danubio. Los bizantinos, después de esta victoria decisiva, ahora podían mantener fácilmente la frontera en el Danubio como lo había sido desde los tiempos del Imperio Romano, también obtendrían el control efectivo de algunos territorios menores en el sur de Dacia .
A pesar de este historial de victorias militares, Mauricio tuvo una imagen extremadamente impopular dentro de las fronteras del imperio, debido a que siempre dejaba la tesorería del imperio vacía y, como consecuencia de esto mismo, tenía que reducir los salarios de sus soldados. Como resultado de esta impopularidad, sería depuesto en el año 602 por la facción de «los Verdes», quienes eran un grupo muy influyente en Constantinopla y reemplazaron a Mauricio por su propia elección personal; Focas .